# Pürewsürengiin Sainbujan
Pürewsürengiin Sainbujan (* 25. Juni 1988; mongolisch Пүрэвсүрэнгийн Сайнбуян, international bekannt als Sainbuyan Purevsuren) ist ein mongolischer Badmintonspieler. 

## Karriere
Pürewsürengiin Sainbujan startete 2010 bei den Asienspielen, schied dort jedoch in der Vorrunde aus. Bei den Mongolia International 2008, 2009 und 2010 belegte er jeweils Rang drei. 2009 erkämpfte er sich zusätzlich noch einen zweiten Platz. 2012 startete er beim Korea Open Grand Prix.